# Ksibet Thrayet
Ksibet Thrayet ou Ksiba Thrayet (arabe : قصيبة الثريات) est une ville de Tunisie située à sept kilomètres au sud de Sousse sur l'axe qui relie Sousse à M'saken.

## Histoire
Le 25 avril 1966 marque l'établissement des municipalités de Zaouiet, Ksibet et Thrayet. En 1973, elle intègre la municipalité du Grand Sousse en tant que l'un de ses quartiers. En 1985, la dénomination de la municipalité évolue pour devenir « Ksibet et Thrayet », à la suite de la séparation de Zaouiet Sousse, qui obtient le statut de commune indépendante conformément à l'arrêté 558 du 5 avril 1985.
Constituée de deux villes contiguës, Ksibet Sousse et Thrayet, elle peut être considérée comme une banlieue du Grand Sousse.
Rattachée administrativement au gouvernorat de Sousse, elle constitue une municipalité comptant 11 623 habitants en 2014, et 43 242 habitants selon les statistiques de 2023.
Ksibet est dérivé de « kasbah » pour indiquer une « petite citadelle » qui fait référence ici au monument historique marqueur du site.